# Backstabbed in a Backwater Dungeon
Backstabbed in a Backwater Dungeon: My Trusted Companions Tried to Kill Me, but Thanks to the Gift of an Unlimited Gacha I Got LVL 9999 Friends and Am Out for Revenge on My Former Party Members and the World (信じていた仲間達にダンジョン奥地で殺されかけたがギフト『無限ガチャ』でレベル9999の仲間達を手に入れて元パーティーメンバーと世界に復讐&『ざまぁ！ 』します！ Shinjiteita Nakama-tachi ni Dungeon Okuchi de Korosarekaketa ga Gift "Mugen Gacha" de Level 9999 no Nakama-tachi o Te ni Irete Moto Party Member to Sekai ni Fukushuu & "Zamaa!" Shimasu!?) es una serie de novelas ligeras japonesas escritas por Shisui Meikyō e ilustradas por tef.
La serie comenzó a serializarse en la plataforma en línea Shōsetsuka ni Narō en abril de 2020 y posteriormente fue adquirida por Hobby Japan para su lanzamiento impreso en mayo de 2021. Desde mayo de 2021, Kōdansha publica una adaptación al manga de Takafumi Ōmae. Ambas series fueron licenciadas para su lanzamiento en inglés: J-Novel Club publicó las novelas ligeras y Seven Seas Entertainment el manga. Una adaptación al anime producida por J.C.Staff se estrenará en el cuarto trimestre de 2025.
La serie sigue a Light, un aventurero humano que formó parte del grupo de aventureros "Gathering of Tribes" para luchar contra la discriminación contra la raza humana. Un día, Light fue traicionado por sus compañeros de grupo, quienes lo abandonaron a su suerte en una mazmorra llamada el Abismo. Enfurecido por este acto, Light juró vengarse de ellos por traicionarlo y abandonarlo atrás.

## Premisa
El mundo está habitado por nueve tribus: dragones, demonios, necrófagos, enanos, elfos y elfos oscuros, hombres bestia, centauros y, por último, humanos, siendo estos últimos los más débiles de todos. Sin embargo, algunos humanos reciben un poder especial, conocido como "don", al alcanzar los 10 años.
Light es un aventurero humano dotado del don del "gacha ilimitado", que le permite invocar un sinfín de cartas para apoyar a sus camaradas. Es miembro de la Reunión de Tribus, un grupo de aventureros compuesto por Draggo (dragón), la elfa Sasha, la elfa oscura Shion, el hombre bestia Garuu, el enano Naano, el centauro Center, el necrófago Diablo y Oboro (de la raza demoníaca). Al parecer, el grupo se formó para luchar contra la discriminación hacia la humanidad. Un día, cuando Light tuvo que ser rescatado en la mazmorra más peligrosa del mundo, conocida como el "Abismo", los miembros le revelaron que ya no pertenecía al grupo de aventureros y que el único propósito del grupo era observarlo por si era un posible candidato a "maestro". Se dice que el maestro es un ser con el poder de dominar el mundo y destruir la civilización. Como Light solo podía invocar cartas inútiles, decidieron descartarlo como una amenaza, deshacerse de él y disfrazar su muerte como una emboscada de un monstruo. Antes de que Garuu pudiera asestar el golpe final, Light activó accidentalmente una trampa de teletransportación que lo transportó a lo más profundo de la mazmorra. Al atraer sus heridas la atención de numerosos monstruos, usa su don, frustrado, con la esperanza de invocar algo que distrajera la amenaza. Invoca a la doncella buscadora Mei, una carta SUR, capaz de derrotar a los monstruos de un solo golpe. Mei le revela a Light que pudo invocarla gracias a la densidad de magia del lugar y que sus invocaciones hasta entonces habían sido inútiles debido a la falta de magia en la superficie. Al preguntarle cómo llegó a lo más profundo de la mazmorra para invocarla, Light le contó la historia de cómo fue traicionado y casi asesinado por sus antiguos camaradas. Al oír esto, Mei se ofreció a apoyarlo en sus planes de venganza contra quienes lo traicionaron.
Durante los tres años siguientes, Light dedicó su tiempo y poder a construir una base subterránea en el Abismo y decidió regresar a la superficie para comenzar su venganza contra sus antiguos camaradas. De camino a su ciudad natal, la vio completamente destruida y masacrada, incluyendo a sus padres. Fue testigo de cómo otras razas esclavizaban a los humanos, utilizándolos en experimentos horrendos o matándolos solo por diversión. Entonces, Light decide ampliar su venganza a todas las demás razas para liberar a los humanos de la esclavitud y la discriminación, así como para buscar a sus hermanos que aparentemente han sobrevivido al ataque a su antigua ciudad natal.

## Personajes

### Personajes principales
Light (ライト Raito?)
 Seiyū: Nina Tamaki

### Personajes de cartas convocados

#### Cartas de SUR Lvl. 9999
Mei (メイ?)
 Seiyū: Ikumi Hasegawa
Aoyuki (アオユキ?)
 Seiyū: Shiori Izawa
Eri (エリー?)
 Seiyū: Ayumi Mano
Nazuna (ナズナ?)
 Seiyū: Hana Hishikawa

#### Cartas de SUR Lvl. 7777
Suzu (スズ?)
Mera (メラ?)
Ice Heat (アイスヒート Aisuhīto?)
Jack (ジャック Jakku?)

#### Lvl. 5000
Gold (ゴールド Gōrudo?)
Nemumu (ネムム?)
 Seiyū: Yūko Natsuyoshi

### Gathering of Tribes
Draggo (ドラゴ?)
Sasha (サーシャ?)
Garuu (ガルー Garū?)
Shion (シオン?)
Naano (ナーノ Nāno?)
Center (サントル?)
Oboro (オボロ?)
Diablo (ディアブロ?)

## Terminología
Reunión de Razas
La "Reunión de Razas" es el nombre del grupo de aventureros del que Light era miembro. El grupo está compuesto por seis miembros de diferentes razas. En el manga, se introdujeron tres nuevos personajes.
Las razas más débiles, según su nivel, son despreciadas y esclavizadas por las tribus más fuertes. Al parecer, el grupo fue fundado y reclutado por luchadores de todas las razas para luchar contra la discriminación.
En realidad, el grupo se formó para encontrar una existencia conocida como "amo". El objetivo de cada tribu es conquistar esa existencia. Light, quien recibió un don excepcional, fue invitado a unirse al grupo debido a las especulaciones de que podría ser la existencia que todos buscan. Una vez que quedó claro que Light no era el "amo", se decidió matarlo y encubrir su asesinato.
Master
El "Master" (ますたー, Masutā) es una existencia que todas las tribus buscan y la razón por la que Light casi fue asesinado. Tiene el poder de cambiar el mundo o incluso destruir civilizaciones.
Límite de nivel
El límite de nivel indica hasta qué punto un individuo puede alcanzar la fuerza. Normalmente, el límite de nivel para los humanos es de 100, de 200 a 300 para los hombres bestia, de 500 para los enanos, de 300 a 1000 para los demonios y de 1000 para los elfos y dragones.
Cada sociedad cree que estos son los límites de nivel comunes, aunque no está claro si son correctos. También se cree que las razas con sangre de maestro en las venas pueden superar fácilmente estas limitaciones.
Regalo
El límite de nivel indica hasta qué punto un individuo puede alcanzar la fuerza. Normalmente, el límite de nivel para los humanos es de 100, de 200 a 300 para los hombres bestia, de 500 para los enanos, de 300 a 1000 para los demonios y de 1000 para los elfos y dragones. Cada sociedad cree que estos son los límites de nivel comunes, aunque no está claro si son correctos. También se cree que las razas con sangre de maestro en las venas pueden superar fácilmente estas limitaciones.

## Contenido de la obra

### Novelas ligeras
Shisui Meikyō comenzó a escribir la serie como novela web y a publicar los capítulos en Shōsetsuka ni Narō el 17 de abril de 2020.
La editorial japonesa Hobby Japan adquirió los derechos para la edición impresa de la serie y comenzó a publicar la novela bajo el sello HJ Novels. La novela ligera, escrita por Meikyō e ilustrada por tef, se publicó en formato físico; su primer volumen se publicó el 19 de mayo de 2021. Hasta abril de 2025, se habían publicado doce volúmenes.

### Manga
Takafumi Ōmae comenzó una adaptación a manga de la serie en el sitio web Magazine Pocket de Kōdansha el 25 de mayo de 2021. El primer volumen del manga se publicó el 6 de agosto de 2021 en formato tankōbon. Hasta febrero de 2025, se habían publicado quince volúmenes.

### Anime
Se anunció una adaptación al anime el 15 de noviembre de 2024. Posteriormente se reveló que se trataría de una serie de televisión producida por J.C.Staff y dirigida por Katsushi Sakurabi, con guiones de Hiroshi Ōnogi, diseño de personajes de Yukie Suzuki y música de Ryō Takahashi. Su estreno está previsto para el 3 de octubre de 2025 en Tokyo MX y otros canales. Sentai Filmworks obtuvo la licencia de la serie para su transmisión en HIDIVE. Muse Communication obtuvo la licencia de la serie en el Sur y Sudeste Asiático.